# Chronos Twins
Chronos Twins est un jeu vidéo d'action-aventure développé par EnjoyUP Games et édité par Oxygen Games, sorti en 2007 sur Nintendo DS. Il est sorti par la suite sur WiiWare sous le titre Chronos Twins DX puis sur DSiWare.

## Système de jeu
L'écran de jeu est coupé en deux horizontalement, le joueur contrôle deux personnages de manière simultanée dans le présent et le passé sur chaque partie de l'écran. L'aire de jeu est représentée en vue latérale avec un défilement. Si une plate-forme n'existe que dans une époque, elle peut-être empruntée dans les deux époques. Ainsi, pour progresser, le joueur devra résoudre des puzzles basés sur cette mécanique particulière.

## Accueil
- Nintendo Life : 8/10 (DSiWare)[2] - 8/10 (WiiWare)[3]